# Jean Becquerel

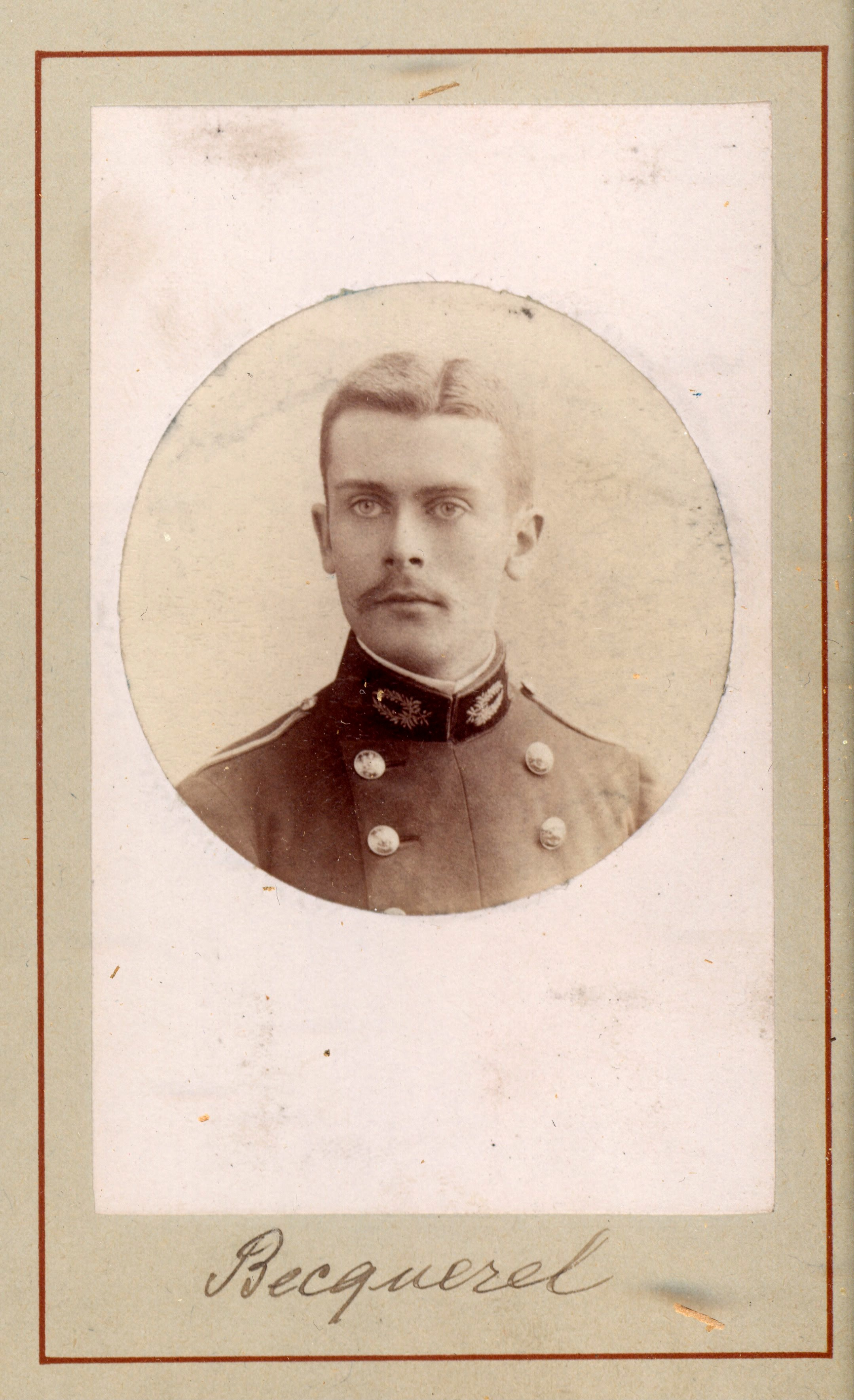
Jean Becquerel, 1899, Foto von Pierre Petit

Jean Antoine Edmond Marie Becquerel (* 5. Februar 1878 in Paris; † 4. Juli 1953 in Pornichet) war ein französischer Physiker.

## Leben
Jean Becquerel wurde als Sohn des Nobelpreisträgers Antoine Henri Becquerel geboren. Wie seine Vorfahren studierte er an der École polytechnique und wurde Professor für Physik am Muséum national d’histoire naturelle (Naturwissenschaftliches Museum) in Paris.
Er entdeckte die Drehung von polarisiertem Licht im magnetischen Feld und schrieb ein wichtiges Buch über die Relativitätstheorie.
Becquerel wurde 1946 in die Académie des sciences aufgenommen.
Er verstarb 1953 im Alter von 75 Jahren.

## Werke
- Le principe de Relativité et la théorie de la gravitation, Paris, Gauthier-Villars, 1922
- Exposé élémentaire de la théorie d'Einstein et de sa généralisation, suivi d'un appendice à l'usage des mathématiciens, Paris, Payot, 1922
- Gravitation einsteinienne. Champ de gravitation d'une sphère matérielle, Paris, Hermann, 1923
- La radioactivité et les transformations des éléments, Paris, Payot, 1924
- Cours de physique à l'usage des élèves de l'enseignement supérieur et des ingénieurs, Band I: Thermodynamique, Paris, Hermann, 1924
- Cours de physique à l'usage des élèves de l'enseignement supérieur et des ingénieurs, Band II: Elasticité et Acoustique, Paris, Herman, 1928
- Propriétés magnétiques générales de divers composés des éléments du groupe Fer, Paris, Gauthier-Villars, 1947